# Stensjön, Skåne
Stensjön är en sjö i Osby kommun i Skåne och ingår i Helge ås huvudavrinningsområde. Sjön är 4,8 meter djup, har en yta på 0,147 kvadratkilometer och befinner sig 121 meter över havet.

## Delavrinningsområde
Stensjön ingår i det delavrinningsområde (624688-140215) som SMHI kallar för Ovan Grydå. Medelhöjden är 136 meter över havet och ytan är 106,95 kvadratkilometer. Det finns inga avrinningsområden uppströms utan avrinningsområdet är högsta punkten. Bivarödsån (Axeltorpsån) som avvattnar avrinningsområdet har biflödesordning 2, vilket innebär att vattnet flödar genom totalt 2 vattendrag innan det når havet efter 65 kilometer. Avrinningsområdet består mestadels av skog (60 %) och sankmarker (21 %). Avrinningsområdet har 0,15 kvadratkilometer vattenytor vilket ger det en sjöprocent på 0,1 %. Bebyggelsen i området täcker en yta av 0,68 kvadratkilometer eller 1 % av avrinningsområdet.